# Condensador de superfície

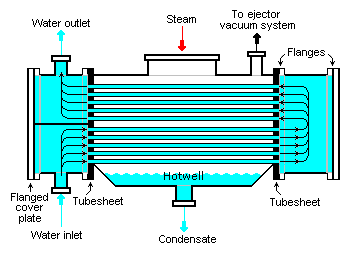
Diagrama d'un condensador de superfície refredat per aigua.

Un condensador de superfície és un bescanviador de calor refredat per aigua que condensa el vapor de sortida d'una turbina de vapor en les centrals tèrmiques o en aplicacions similars. Aquesta mena de condensadors fan passar el vapor en fase gasosa a aigua en estat líquid per sota de la pressió atmosfèrica.
Quan l'aigua de refrigeració és escassa és possible usar condensadors refredats per aire. Però els condensadors refredats per aire són més cars i no aconsegueixen pressions de vapor tan baixes com els condensadors refredats per aigua.